# Patanga luteicornis
Patanga luteicornis är en insektsart som först beskrevs av Jean Guillaume Audinet Serville 1838.  Patanga luteicornis ingår i släktet Patanga och familjen gräshoppor. Inga underarter finns listade i Catalogue of Life.